# Pterostichus melas
Pterostichus melas är en skalbaggsart som först beskrevs av Christian Creutzer 1799.  Pterostichus melas ingår i släktet Pterostichus, och familjen jordlöpare. Arten har ej påträffats i Sverige.